# Liste der Kulturdenkmäler in Laufeld
In der Liste der Kulturdenkmäler in Laufeld sind alle Kulturdenkmäler der rheinland-pfälzischen Ortsgemeinde Laufeld aufgeführt. Grundlage ist die Denkmalliste des Landes Rheinland-Pfalz (Stand: 10. August 2023).

## Einzeldenkmäler
| Bezeichnung                            | Lage                                                 | Baujahr                            | Beschreibung                                                              | Bild                           |
| -------------------------------------- | ---------------------------------------------------- | ---------------------------------- | ------------------------------------------------------------------------- | ------------------------------ |
| Schulhaus                              | Bahnhofstraße 14 Lage                                | um 1920/30                         | ehemalige Schule; Mansarddachbau, Reformarchitektur, um 1920/30           | Fotos hochladen                |
| Brunnen                                | Hauptstraße, Ecke Eckfelder Weg Lage                 | zweite Hälfte des 19. Jahrhunderts | Pumpbrunnen, zweite Hälfte des 19. Jahrhunderts                           | Fotos hochladen                |
| Katholische Pfarrkirche St. Willibrord | Marktplatz 1 Lage                                    | um 1500                            | neuromanischer Saalbau, 1858–62, Westturm um 1500; Kriegerdenkmal 1914/18 | weitere Bilder Fotos hochladen |
| Pfarrhaus                              | Marktplatz 3 Lage                                    | 1769                               | stattlicher Putzbau, bezeichnet 1769; Gesamtanlage mit umfriedetem Garten | Fotos hochladen                |
| Friedhofskreuz                         | Zur Linde, auf dem Friedhof Lage                     | 1632                               | Schaftkreuz, bezeichnet 1632                                              | weitere Bilder Fotos hochladen |
| Kriegerdenkmal                         | Zur Linde, auf dem Friedhof Lage                     | 1920er oder 1930er Jahre           | Kriegerdenkmal 1914/18, Engel, nach 1945 erweitert                        | weitere Bilder Fotos hochladen |
| Wegekapelle                            | nördlich des Ortes am alten Weg nach Pantenburg Lage | 1729                               | Putzbau, Pietàrelief, bezeichnet 1729                                     | Fotos hochladen                |
| Bahnhof Laufeld                        | östlich des Ortes Lage                               | um 1910                            | Typenbau, Krüppelwalmdach, eingeschossiger Güterschuppen, um 1910         | BW                             |